# Sŏnch'ŏn-gun
Sŏnch'ŏn-gun (koreanska: 선천군) är en kommun i Nordkorea.   Den ligger i provinsen Norra P'yŏngan, i den västra delen av landet, 110 km nordväst om huvudstaden Pyongyang. Arean är 724 kvadratkilometer.
Terrängen i Sŏnch'ŏn-gun är huvudsakligen kuperad, men åt sydost är den platt.